# Frank Kayser
Frank Kayser (* 24. September 1964) ist ein ehemaliger deutscher Fußballspieler und -trainer.

## Sportlicher Werdegang
Kayser begann in Frechen bei der dort ansässigen SpVg Frechen 20 mit dem Fußballspielen, bevor er in der Saison 1982/83 der von Christoph Daum trainierten A-Jugendmannschaft des 1. FC Köln angehörte und mit dieser am 16. Juli 1983 das Endspiel um die Deutsche A-Junioren-Meisterschaft erreichte. Das im Marburger Georg-Gaßmann-Stadion ausgetragene Spiel wurde gegen Eintracht Frankfurt mit 0:2 verloren.
Dem Jugendalter entwachsen, spielte er fortan für den BV 08 Lüttringhausen, für den er zunächst in sechs Spielen in der 2. Bundesliga, dann in der seinerzeit drittklassigen Oberliga Nordrhein eingesetzt wurde. Die Folgesaison 1985/86 spielte er dann für den in BVL 08 Remscheid umbenannten Verein, der am Saisonende 1986/87 als Meister der Spielklasse ein zweites Mal in der 2. Bundesliga vertreten war. Erneut kam er in sechs Punktspielen, davon in den letzten fünf Spieltagen, zum Einsatz. Da er mit seinem Verein die Spielklasse abermals nicht halten konnte, folgten bis Saisonende 1990/91 drei weitere Jahre in der Oberliga Nordrhein. Die Fusion mit dem VfB Remscheid 06/08 führte dann am 1. Juli 1990 zum FC Remscheid, für den Kayser seine letzte Saison spielte und zur regionalen Meisterschaft 1991 beitrug. 
Während seine Mannschaft über die erfolgreiche Aufstiegsrunde erstmals in der 2. Bundesliga vertreten war, spielte er weiterhin in der Oberliga Nordrhein – 14 Mal für Alemannia Aachen in der Saison 1991/92 und 1992/93 für den Rheydter SV. Zum Ende seiner Spielerkarriere war er noch für die unterklassigen Vereine VfB 06/08 Remscheid, SC Renault Brühl und SSV Weilerswist aktiv.
Vom 1. Oktober 2015 bis zum 15. Mai 2016 trainierte er den FFV Leipzig in der Staffel Nord der seinerzeit zweigleisigen 2. Frauen-Bundesliga, anschließend und Abstieg bedingt – bis zur Abmeldung vom Spielbetrieb des Vereins am 12. April 2017 – in der Regionalliga Nordost.

## Erfolge
- Meister Oberliga Nordrhein 1987, 1991
- Finalist Deutsche A-Juniorenmeisterschaft 1983